# Тулата (Алтайский край)
Тулата́ — село в Чарышском районе Алтайского края. До 4 марта 2022 года центр Тулатинского сельсовета.

## История
С 1764 по 1771 год в предгорьях Алтая возводилась Бийская оборонительная линия для охраны рудников и заводов. На её охрану прибыли 1337 казаков, и казачьи поселения возникали на всем её протяжении.
С течением времени казачьи караулы и разъезды становились станицами, деревнями и сёлами, превратившись в цепочку поселений в 1771 году. В неё входили 7 станиц и 12 посёлков, среди которых был и Тулатинский посёлок. Форпост Тулатинский (в Сибирском казачьем войске) основан в 1777 году.
В 1848 году оборонительный участок от Кузнецка до Бийска был аннулирован, 3030 казаков стали государственными крестьянами.
Вначале на месте нынешнего села был выселок Тулатинский при речке Тулата в Томской губернии Бийского округа (участок Чарышский-3), котором стояло 58 дворов, проживало 250 душ мужского и 257 женского пола. В 1917 году в Тулатинском посёлке проживало 1204 человека.
Жители села хранят традиции предков: поддерживают традиционный уклад, отмечают православные праздники, поют старые казачьи песни. На основе казачьего фольклора в селе создан мужской ансамбль «Канареечка». Основой репертуара стали традиционные плясовые, строевые, лирические и походные песни.

## География

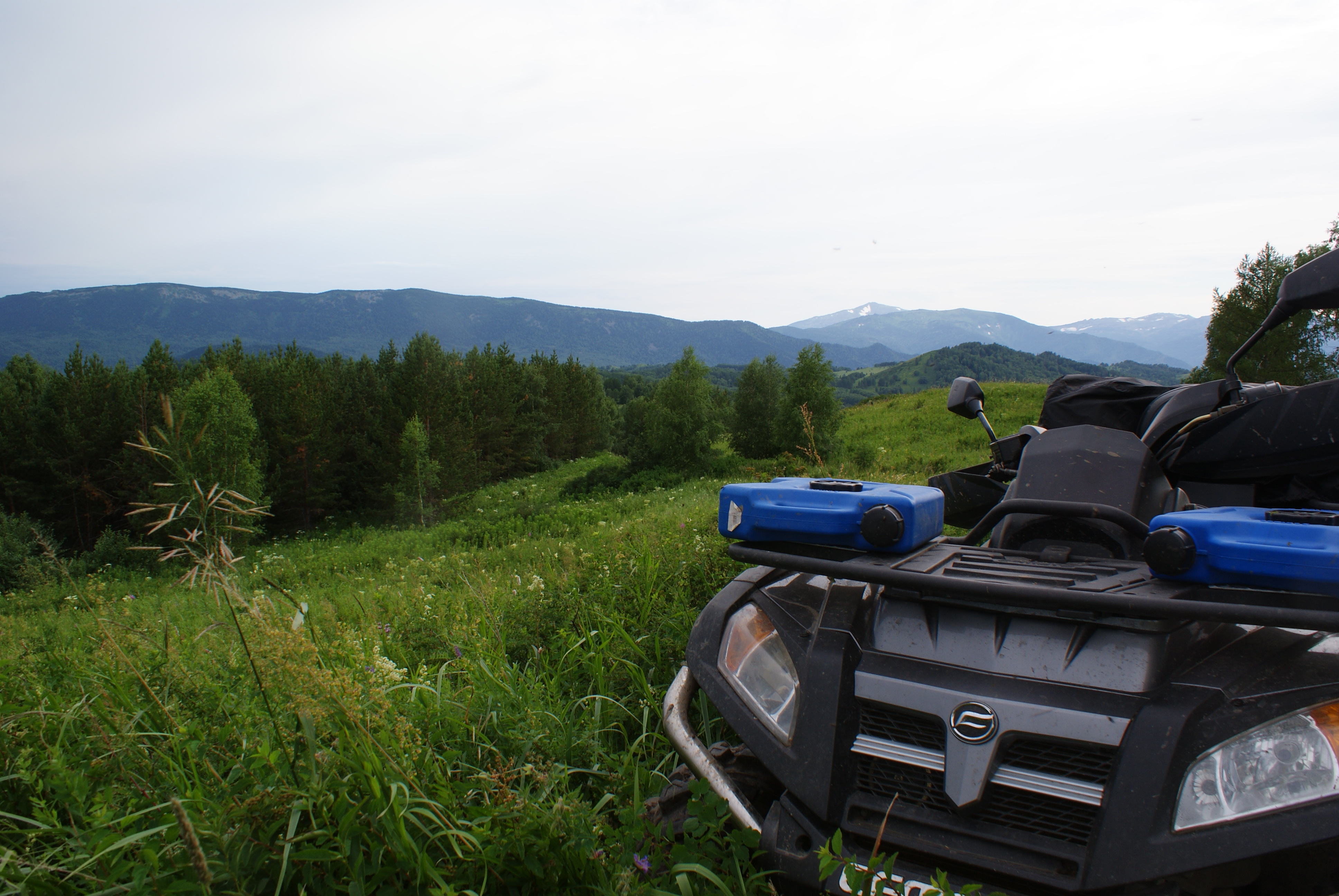
Дорога в горах Усть-Ионыш-Тулата

Село находится в живописном горном районе в южной части края, на берегу реки Тулата (приток Чарыша), берущей начало на стыке Тигирецкого и Коргонского хребтов. В верховьях реки встречается типичный альпийский рельеф, отвесные скалистые склоны, каменные осыпи и участки троговых долин, а также кары, на дне которых лежат небольшие озёра. В некоторых местах наблюдаются небольшие присклоновые ледники. По селу также протекает река Вавилонка, приток Тулаты.
Расстояние
- до районного центра Чарышское — 14 км,
- до краевого центра Барнаул — 229 км[9].

Уличная сеть
В селе 6 улиц и 22 переулка.
Ближайшие населенные пункты
Долинское — 8 км, Майорка — 10 км, Усть-Тулатинка — 12 км, Комендантка — 12 км, Красный Партизан — 13 км, Берёзовка — 13 км, Генералка — 15 км.

### Климат
Климат умеренно континентальный: тёплое лето и морозная зима. Тёплый сезон начинается с середины мая и заканчивается в конце сентября, иногда длится весь октябрь. Самый жаркий месяц ― июль.

## Население
| 1926  | 1997  | 1998  | 1999  | 2000  | 2001  | 2002  |
| ----- | ----- | ----- | ----- | ----- | ----- | ----- |
| 1309  | ↘1085 | ↘1056 | ↗1099 | ↘1078 | ↘1054 | ↘1032 |
| 2003  | 2004  | 2005  | 2006  | 2007  | 2008  | 2009  |
| ↘1010 | ↗1027 | ↘916  | ↘859  | ↗991  | ↘970  | ↘942  |
| 2010  | 2011  | 2012  | 2013  |       |       |       |
| ↘756  | ↘752  | ↘734  | ↘728  |       |       |       |

### Известные люди
- В селе родилась Путорайкина, Пелагея Антоновна (1918—?) — Герой Социалистического Труда.

## Инфраструктура
Основное направление экономики ― сельское хозяйство, работает несколько сельхозпредприятий, есть фермеры и охотники. В селе находятся: средняя общеобразовательная школа, детский сад, библиотека, магазины, фельдшерский пункт.
Восстановлена Свято-Никольская церковь, построенная предположительно в 1889 году (дату установили по сохранившемуся кресту с купола церкви и фотографии с указанием даты) и разобранная в 1937 году ― из бревен церкви была возведена мельница. Восстановление церкви началось в 2013 году, в 2015 продолжилось благодаря программе Русской православной церкви «Казачьи рубежи России».

## Туризм
Окрестности Тулаты привлекают туристов девственной таёжной природой, мягкими очертаниями гор, альпийскими лугами, на которых произрастают целебные травы: золотой корень и маралий корень. Интерес представляет памятник природы ― пещера Тулатинская, из которой вытекает река Тулата. Впервые Тулатинско-Сентелекский карстовый участок исследовал П. И. Шангин в 1796 году. В долине реки расположен ряд гротов, ниш и карстовых воронок. Объект «Выход реки Тулата из-под скалы» является особо охраняемой природной территорией.
В селе есть гостевой дом «Кедр», мараловодческое хозяйство «Сибирь». Туристам предлагается экологически чистое питание, организованный досуг, экскурсии и туристические маршруты (пешие и конные), лечебные процедуры, приготовленные на основе отвара из молодых рогов марала ― пантов.